# Danh sách giải thưởng và đề cử của Destiny's Child
Đây là danh sách giải thưởng của nhóm nhạc người Mỹ Destiny's Child.

## 1998
Kết quả: 3 thắng 
- Giải Soul Train Lady of Soul
  - Đĩa đơn R&B/Soul Xuất sắc Nhất được trình bày bởi một Nhóm nhạc, Ban nhạc hay Song ca ("No, No, No")
  - Nghệ sĩ R&B/Soul hay Rap mới Xuất sắc Nhất ("No, No, No")
  - Album R&B/Soul Xuất sắc của Năm: (Destiny's Child)

## 2000
Kết quả: 16 thắng
- Giải thưởng Âm nhạc của Billboard
  - Nghệ sĩ Nhạc Pop Hàng đầu
  - Nghệ sĩ Nhạc Pop Hàng đầu - Song ca/Nhóm nhạc
  - Nghệ sĩ Hàng đầu trên bảng xếp hạng Hot 100
  - Nghệ sĩ Hàng đầu trên bảng xếp hạng Hot 100 - Song ca/Nhóm nhạc
  - Nghệ sĩ có Đĩa đơn Maxi nhạc Dance Hàng đầu
  - Nghệ sĩ có Đĩa đơn Maxi nhạc Dance Hàng đầu-Song ca/Nhóm nhạc
- Giải Soul Train Lady of Soul
  - Đĩa đơn R&B/Soul Xuất sắc Nhất được trình bày bởi một Nhóm nhạc, Ban nhạc hay Song ca ("Say My Name")
  - Album R&B/Soul Xuất sắc của Năm: (The Writing's on the Wall)
- Giải Artist Direct
  - Nhóm nhạc được Ưa thích: Urban/Hip-Hop
- Giải NAACP Image
  - Nhóm nhạc hay Song ca Ngoạn mục
- Giải Artist Direct
  - Nhóm nhạc được Ưa thích: Urban/Hip-Hop
- Giải Video âm nhạc của MTV
  - Video R&B Xuất sắc Nhất ("Say My Name")

## 2001
Kết quả: 26
- Giải thưởng Âm nhạc của Billboard
  - Nghệ sĩ Nhạc Pop Hàng đầu
  - Nghệ sĩ Nhạc Pop Hàng đầu-Song ca/Nhóm nhạc
  - Nghệ sĩ Hàng đầu trên bảng xếp hạng Hot 100
  - Nghệ sĩ Hàng đầu trên bảng xếp hạng Hot 100-Song ca/Nhóm nhạc
  - Nghệ sĩ Hàng đầu trên bảng xếp hạng Top 40
  - Nghệ sĩ có Đĩa đơn Maxi nhạc Dance Hàng đầu
  - Đĩa đơn Maxi nhạc Dance có số lượng đĩa Tiêu thụ Hàng đầu ("Independent Women Part I")
  - Nghệ sĩ Đĩa đơn của Năm
  - Nhóm nhạc/Song ca của Năm
- Giải Video âm nhạc của MTV
  - Video R&B Xuất sắc Nhất ("Survivor")
- Giải thưởng Âm nhạc Mỹ
  - Nhóm nhạc/Song ca/Ban Nhạc Soul/R&B được Yêu thích
  - Album Soul/R&B được Yêu thích ("Survivor")
- Giải BET
  - Nhóm nhạc Xuất sắc Nhất
- Giải Grammy
  - Trình diễn Song ca hoặc Nhóm nhạc R&B Xuất sắc nhất ("Say My Name")
  - Bài hát R&B Xuất sắc nhất ("Say My Name")
- Giải Soul Train Lady of Soul
  - Đĩa đơn R&B/Soul Xuất sắc Nhất được trình bày bởi một Nhóm nhạc, Ban nhạc hay Song ca ("Survivor")
- Giải Lựa chọn của Thiếu niên
  - Nhóm nhạc Pop được Lựa chọn ("Bootylicious")
  - Album R&B/Soul của Năm - Nhóm nhạc, Ban nhạc hoặc Song ca (Survivor)
- Giải thưởng Lựa chọn của Thiếu nhi Nickelodeon
  - Nhóm nhạc được Yêu thích ("Survivor")
- Giải thưởng nhạc Pop BMI
  - Bài hát được Trình diễn Nhiều nhất - "Bills, Bills, Bills"
  - Bài hát được Trình diễn Nhiều nhất - "Say My Name"
- Giải thưởng Giải trí Bom Tấn
  - Nhóm nhạc được Ưa thích
  - Nhóm nhạc được Ưa thích - R&B
- Giải thưởng Âm nhạc của Đài phát thanh
  - Nghệ sĩ của Năm - Đài phát thanh Hip-hop Rhythm
  - Nghệ sĩ của Năm - Đài phát thanh nhạc Pop Top 40
- Giải thưởng NAACP Image
  - Nhóm nhạc hay Song ca Ngoạn mục: 2001
- Giải thưởng Soul Train Music
  - Giải thưởng Sammy Davis Jr. cho 'Nghệ sĩ của Năm'
- Giải TMF (Hà Lan)
  - Nghệ sĩ R&B Quốc tế Xuất sắc Nhất

## 2002
Kết quả: 11
- Giải thưởng Âm nhạc Thế giới
  - Nghệ sĩ hay Nhóm nhạc có Lượng đĩa Bán cao nhất Thế giới
  - Nhóm nhạc Pop có Lượng đĩa Bán cao nhất Thế giới
  - Nhóm nhạc R&B có Lượng đĩa Bán cao nhất Thế giới
- Giải thưởng Âm nhạc Mỹ
  - Album Pop/Rock được Yêu thích
  - Nhóm nhạc/Song ca/Ban Nhạc Soul/R&B được Yêu thích
- Giải BRIT
  - Nhóm nhạc Quốc tế Xuất sắc nhất
- Giải Grammy
  - Trình diễn Song ca hoặc Nhóm nhạc R&B Xuất sắc nhất ("Survivor")
- Giải NAACP Image
  - Nhóm nhạc Ngoạn mục
- Giải thưởng Lựa chọn của Thiếu nhi Nickelodeon
  - Nhóm nhạc được Yêu thích
- Giải Soul Train Lady of Soul
  - Đĩa đơn R&B/Soul Xuất sắc Nhất được trình bày bởi một Nhóm nhạc, Ban nhạc hay Song ca ("Emotion")
  - Album R&B/Soul Xuất sắc của Năm: (Survivor)
- Giải TMF (Hà Lan)
  - Nghệ sĩ R&B Quốc tế Xuất sắc Nhất: 2002
- Giải BET
  - Nhóm nhạc Xuất sắc Nhất

## 2003
Kết quả: 2 thắng
- Giải thưởng Âm nhạc của Radio Disney
  - Phong cách Sành điệu Nhất
- Giải Trumpet
  - Giải Thành tựu

## 2004
Kết quả: 1
- Billboard Music Awards
  - Giải Thành tựu

## 2005
Kết quả: 16 thắng
- Giải thưởng Âm nhạc Thế giới
  - Nhóm nhạc Pop có Lượng đĩa Bán cao nhất Thế giới
  - Nhóm nhạc R&B có Lượng đĩa Bán cao nhất Thế giới
  - Nghệ sĩ hay Nhóm nhạc có Lượng đĩa Bán cao nhất Thế giới
- Giải thưởng Âm nhạc của Billboard
  - Nghệ sĩ R&B/Hip-hop của Năm
  - Nhóm nhạc R&B/Hip-hop của Năm
  - Nghệ sĩ nhạc Dance của Năm
- Giải BET
  - Nhóm nhạc Xuất sắc Nhất
- Giải thưởng Soul Train Music
  - Album R&B/Soul Xuất sắc Nhất (Destiny Fulfilled)
- Giải Soul Train Lady of Soul
  - Đĩa đơn R&B/Soul Xuất sắc Nhất được trình bày bởi một Nhóm nhạc, Ban nhạc hay Song ca ("Soldier")
  - Album R&B/Soul Xuất sắc của Năm: (Destiny Fulfilled)
- Giải thưởng NAACP Image
  - Nhóm nhạc hay Song ca Ngoạn mục
- Giải thưởng T4
  - Bài hát Xuất sắc của Năm ("Lose My Breath")
- Giải thưởng MTV TRL
  - Đi về Lối này (Người bước vào Xuất sắc Nhất)
- Giải TMF (Hà Lan)
  - Best Pop Group International
- Giải thưởng Âm nhạc Mỹ
  - Nhóm nhạc/Song ca/Ban Nhạc Soul/R&B được Yêu thích
  - Album Soul/R&B được Yêu thích (Destiny Fulfilled)

## 2006
Kết quả: 11 thắng
- Groovevolt Awards
  - Best Song, Band, Duo, or Group: Cater 2 U
  - Best Deep Cut: Through With Love
- Giải thưởng NAACP Image
  - Nhóm nhạc hay Song ca Ngoạn mục
- Giải thưởng nhạc Pop ASCAP
  - Bài hát được Trình diễn Nhiều nhất ("Lose My Breath")
  - Bài hát được Trình diễn Nhiều nhất ("Soldier")
- Giải thưởng Soul Train Music
  - Giải Quincy Jones cho Thành tựu Sự nghiệp
  - Đĩa đơn của Nhóm nhạc Xuất sắc Nhất: "Cater 2 U"
- Đại lộ Danh vọng Holllywood
  - Một ngôi sao Hollywood
- Giải thưởng MTV châu Á
  - Giải thưởng Thành tựu
- Giải Video âm nhạc của MTV Nhật Bản
  - Giải Cảm hứng

## Tổng cộng
- Tháng Tám 2007, tất cả những thành viên của Destiny's Child đã nhận 154 giải thưởng kể từ năm 1998.
- Destiny's Child sau đó đã trở thành nhóm nhạc nữ được trao giải Nhóm nhạc Xuất sắc Nhất nhiều lần liên tiếp nhất tại Giải BET. Nhóm đã thắng liên tiếp từ lễ trao giải Thứ 1 cho đến Thứ 6, khi nhóm đã tan rã.
- Destiny's Child đã được nhận giải Nhóm nhạc nữ có số lượng Giải thưởng cao nhất Mọi thời đại với 86 giải thưởng.